# Croix-Chapeau

Croix-Chapeau este o comună în departamentul Charente-Maritime, Franța. În 1 ianuarie 2022 avea o populație de 1.377 de locuitori.